# Chelonistele laetitia-reginae
Chelonistele laetitia-reginae là một loài thực vật có hoa trong họ Lan. Loài này được de Vogel mô tả khoa học đầu tiên năm 1996.